# Aaron Pollock
Aaron E. Pollock (ur. 12 lutego 1967 w San Francisco w Kalifornii) – amerykański wioślarz, olimpijczyk.
Reprezentował Stany Zjednoczone we wioślarstwie w konkursie wyścigu dwójek ze sternikiem na Letnich Igrzyskach Olimpijskich 1992, które odbyły się w Barcelonie. W skład osady wchodziło jeszcze dwóch zawodników: John Moore i Stephen Shellans. W pierwszej rundzie ukończyli konkurencję w czasie 7:04.78. Następnie przeszli do półfinałów, gdzie ukończyli konkurencję z czasem 6:54.78. Ostatnim etapem był finał w którym ukończyli trasę konkurencji w czasie 7:04.84. Drużyna zajęła 8. miejsce.
Był członkiem drużyny narodowej podczas mistrzostw świata w wioślarstwie w 1991 roku.

## Życie prywatne
Ma syna, Masona.